# 普莱讷德瓦尔什
普莱讷德瓦尔什（法語：Plaine-de-Walsch，法語發音：[plɛn də valʃ]）是法国摩泽尔省的一个市镇，属于萨尔堡-萨兰堡区。

## 地理
普莱讷德瓦尔什（48°41'27"N, 7°6'56"E）面积4.98 平方千米，位于法国大東部大區摩泽尔省，该省份为法国东北部内陆省份，是洛林的一部分，西南接默尔特-摩泽尔省，东临下莱茵省，北与卢森堡和德国接壤。
与普莱讷德瓦尔什接壤的市镇（或旧市镇、城区）包括：布鲁代尔多夫、达博、贡茨维莱尔、尼代尔维莱尔、特鲁瓦方丹。

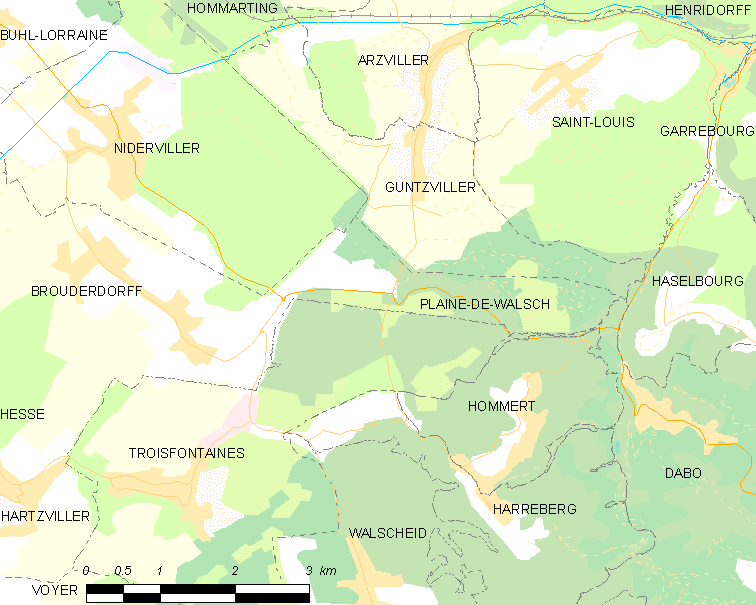
普莱讷德瓦尔什的OSM定位图

普莱讷德瓦尔什的时区为UTC+01:00、UTC+02:00（夏令时）。

## 行政
普莱讷德瓦尔什的邮政编码为57870，INSEE市镇编码为57544。

## 政治
普莱讷德瓦尔什所属的省级选区为法尔斯堡县。

## 人口

1962-2008年间普莱讷德瓦尔什人口变化图示

普莱讷德瓦尔什于2022年1月1日时的人口数量为605人。